# Liste der Kulturdenkmäler in Vidreres
Die Liste der Kulturdenkmäler in Vidreres führt alle im Inventari del Patrimoni Arquitectònic Català aufgeführten Kulturdenkmäler in Vidreres auf. Die mit BCIN gekennzeichneten Einträge sind als Bé Cultural d’Interès Nacional geschützt.
| Bild                       | Bezeichnung                                                            | Lage                                    | Beschreibung                                                                                                 | Bauzeit                          | Eingetragen seit | Denkmal- nummer       |
| -------------------------- | ---------------------------------------------------------------------- | --------------------------------------- | --- | -------------------------------- | ---------------- | --------------------- |
| weitere Bilder             | Castell de Sant Iscle (Vidreres)                                       | Karte                                   | Castell de Sant Iscle, oder Castell de Vidreres, Romanik                                                     | Jahrhundert XII-XIII, XV         |                  | BCIN 1747-MH IPAC, PM |
| weitere Bilder             | Torre Llobet (Vidreres)                                                | Karte                                   | Torre Llobet, Traditionelle Architektur                                                                      | Jahrhundert XV, XX               |                  | BCIN 1748-MH IPAC, PM |
| BW                         | Llinda de Can Sais-Jansana (Vidreres)                                  | C. dels Dolors, 2 Karte                 | Llinda de Can Sais-Jansana, oder Can Burjachs, Traditionelle Architektur                                     | Jahrhundert XVIII                |                  | IPAC, PM              |
| weitere Bilder             | Can Remigio (Vidreres)                                                 | C. Barcelona, 3 Karte                   | Can Remigio, Traditionelle Architektur                                                                       | Jahrhundert XVI, XX              |                  | IPAC, PM              |
| Can Babaià (Vidreres)      | Can Babaià (Vidreres)                                                  | Ctra. Llagostera, km 1 Karte            | Can Babaià, Traditionelle Architektur                                                                        | Jahrhundert XIX                  |                  | IPAC, PM              |
| weitere Bilder             | Can Surriga (Vidreres)                                                 | Pl. de l'Església, 1 Karte              | Can Surriga, oder Cal Ros, Traditionelle Architektur                                                         | Jahrhundert XVIII, XX            |                  | IPAC, PM              |
| BW                         | El Molí de Vent (Vidreres)                                             | Al costat de Can Mundet Karte           | El Molí de Vent, Traditionelle Architektur                                                                   | Jahrhundert XIX (Anfang)         |                  | IPAC, PM              |
| Can Dalemus (Vidreres)     | Can Dalemus (Vidreres)                                                 | C. Barcelona, 16 Karte                  | Can Dalemus, Traditionelle Architektur                                                                       | Jahrhundert XVI                  |                  | IPAC, PM              |
| weitere Bilder             | Escorxador Municipal (Vidreres)                                        | C. de Lloret - av. Mediterrani, 1 Karte | Escorxador Municipal, Traditionelle Architektur, Eklektizismus                                               | Jahrhundert XIX                  |                  | IPAC, PM              |
| weitere Bilder             | Can Masó (Vidreres)                                                    | Pl. de l'Església, 7 Karte              | Can Masó, Traditionelle Architektur                                                                          | Jahrhundert XVIII                |                  | IPAC, PM              |
| weitere Bilder             | Can Llagosteres (Vidreres)                                             | Pl. Pompeu Fabra, 18 Karte              | Can Llagosteres, Traditionelle Architektur                                                                   | Jahrhundert XVIII                |                  | IPAC, PM              |
| weitere Bilder             | Can Morenet (Vidreres)                                                 | C. Barcelona, 22 Karte                  | Can Morenet,                                                                                                 | Jahrhundert XIX (Mitte)          |                  | IPAC, PM              |
| weitere Bilder             | Ca n'Iscle (Vidreres)                                                  | Pl. Església, 6 Karte                   | Ca n'Iscle, Traditionelle Architektur                                                                        | Jahrhundert XIX                  |                  | IPAC, PM              |
| weitere Bilder             | Casa Doctor Deulofeu (Vidreres)                                        | C. Dr. Deulofeu, 7 Karte                | Casa Doctor Deulofeu, Traditionelle Architektur                                                              | Jahrhundert XX                   |                  | IPAC, PM              |
| weitere Bilder             | Can Prat (Vidreres)                                                    | C. Catalunya, 27 Karte                  | Can Prat, Modernisme                                                                                         | Jahrhundert XIX                  |                  | IPAC, PM              |
| weitere Bilder             | Església parroquial de Santa Maria (Vidreres)                          | Pl. de l'Església Karte                 | Església parroquial de Santa Maria, Barock                                                                   | Jahrhundert XVI                  |                  | IPAC, PM              |
| weitere Bilder             | Can Boada (Vidreres)                                                   | C. Barcelona, 37 Karte                  | Can Boada, Traditionelle Architektur                                                                         | Jahrhundert XIX                  |                  | IPAC, PM              |
| weitere Bilder             | Ajuntament (Vidreres)                                                  | Pl. Catalunya, 29 Karte                 | Ajuntament, Eklektizismus                                                                                    | Jahrhundert XIX (1894)           |                  | IPAC, PM              |
| weitere Bilder             | Casino La Unió (Vidreres)                                              | Pl. Catalunya, 15 Karte                 | Casino La Unió, Eklektizismus                                                                                | Jahrhundert XIX (Ende)           |                  | IPAC, PM              |
| weitere Bilder             | Can Lluís (Vidreres)                                                   | Karte                                   | Can Lluís, Traditionelle Architektur                                                                         | Jahrhundert XVIII                |                  | IPAC, PM              |
| Cal Pere (Vidreres)        | Cal Pere (Vidreres)                                                    | C. Barcelona, 17 Karte                  | Cal Pere, oder Can Mir, Cal Sor, Traditionelle Architektur                                                   | Jahrhundert XIX                  |                  | IPAC, PM              |
| BW                         | Mas Colomer (Vidreres)                                                 | Ctra. de Llagostera, km 3 Karte         | Mas Colomer, Traditionelle Architektur                                                                       | Jahrhundert XVII                 |                  | IPAC, PM              |
| weitere Bilder             | Trinxeres del bosc de Can Puig (Vidreres), Gräben im Wald von Can Puig | Karte                                   | Trinxeres del bosc de Can Puig, Traditionelle Architektur                                                    | Jahrhundert XX (1936–1939)       |                  | IPAC, PM              |
| weitere Bilder             | Ca l'Artau (Vidreres)                                                  | C. Nou Karte                            | Ca l'Artau, Traditionelle Architektur                                                                        | Jahrhundert XVIII                |                  | IPAC, PM              |
| BW                         | Ca l'Aulet (Vidreres)                                                  | Karte                                   | Ca l'Aulet, Traditionelle Architektur                                                                        | Jahrhundert XVIII                |                  | IPAC, PM              |
| weitere Bilder             | Can Balmanya (Vidreres)                                                | C. Nou Karte                            | Can Balmanya, Traditionelle Architektur                                                                      | Jahrhundert XIX, XX              |                  | IPAC, PM              |
| Can Batlle (Vidreres)      | Can Batlle (Vidreres)                                                  | Karte                                   | Can Batlle, Traditionelle Architektur                                                                        | Jahrhundert XVII                 |                  | IPAC, PM              |
| weitere Bilder             | Can Borrell (Vidreres)                                                 | C. Pompeu Fabra, 51 Karte               | Can Borrell oder Can Massa, Modernisme                                                                       | Jahrhundert XX                   |                  | IPAC, PM              |
| BW                         | Can Castells (Vidreres)                                                | Karte                                   | Can Castells, Traditionelle Architektur                                                                      | Jahrhundert XVII, XVIII, XIX, XX |                  | IPAC, PM              |
| weitere Bilder             | Can Gotarra (Vidreres)                                                 | C. Nou, 24 Karte                        | Can Gotarra, Traditionelle Architektur                                                                       | Jahrhundert XVIII                |                  | IPAC, PM              |
| weitere Bilder             | Can Manlleu (Vidreres)                                                 | Karte                                   | Can Manlleu, Traditionelle Architektur                                                                       | Jahrhundert XV                   |                  | IPAC, PM              |
| weitere Bilder             | Can Mir (Vidreres)                                                     | Sant Quirze Jordà, 10 Karte             | Can Mir, Traditionelle Architektur                                                                           | Jahrhundert XVIII, XIX, XX       |                  | IPAC, PM              |
| weitere Bilder             | Can Xiberta (Vidreres)                                                 | C. Orient, 18 Karte                     | Can Xiberta, Traditionelle Architektur                                                                       | Jahrhundert XIX                  |                  | IPAC, PM              |
| BW                         | Can Xicu Fulla (Vidreres)                                              | Karte                                   | Can Xicu Fulla, Traditionelle Architektur                                                                    | Jahrhundert XIX                  |                  | IPAC, PM              |
| weitere Bilder             | Can Xirgu (Vidreres)                                                   | C. Ponent, 23 Karte                     | Can Xirgu, Eklektizismus                                                                                     | Jahrhundert XIX, XX              |                  | IPAC, PM              |
| BW                         | Torre de Puig Castellar (Vidreres)                                     | Puig Castellar Karte                    | Torre de Puig Castellar,                                                                                     | Jahrhundert Mittelalter          |                  | IPAC, PM              |
| weitere Bilder             | Mas Flassià (Vidreres)                                                 | Av. Mas Flassià Karte                   | Mas Flassià, Traditionelle Architektur                                                                       | Jahrhundert XVI                  |                  | IPAC, PM              |
| BW                         | Forn de Can Noguera (Vidreres)                                         | Camí de Vidreres a Caulès Karte         | Forn de Can Noguera, Traditionelle Architektur. Dieser Backofen von Can Noguera ist aus Naturstein gemauert. | Jahrhundert XVII                 |                  | IPAC, PM              |
| weitere Bilder             | Can Caulès (Vidreres)                                                  | Karte                                   | Can Caulès, Traditionelle Architektur                                                                        | Jahrhundert XIX                  |                  | IPAC, PM              |
| weitere Bilder             | Can Mundet (Vidreres)                                                  | Karte                                   | Can Mundet, Traditionelle Architektur                                                                        | Jahrhundert XVI, XIX             |                  | IPAC, PM              |
| weitere Bilder             | Ermita de Santa Susanna (Vidreres)                                     | Santa Susanna de Caulès Karte           | Ermita de Santa Susanna (Einsiedelei der Heiligen Susanna), Vorromanik                                       | Jahrhundert IX, XVIII, XX        |                  | IPAC, PM              |
| weitere Bilder             | Can Calonis (Vidreres)                                                 | Karte                                   | Can Calonis, oder Can Rajol, Traditionelle Architektur                                                       | Jahrhundert XIX                  |                  | IPAC, PM              |
| BW                         | Can Sis Dits (Vidreres)                                                | Karte                                   | Can Sis Dits, Traditionelle Architektur                                                                      | Jahrhundert XVIII, XX            |                  | IPAC, PM              |
| BW                         | Can Pla (Vidreres)                                                     | Karte                                   | Can Pla, Traditionelle Architektur                                                                           | Jahrhundert XVI                  |                  | IPAC, PM              |
| Can Canyet (Vidreres)      | Can Canyet (Vidreres)                                                  | Karte                                   | Can Canyet, Traditionelle Architektur                                                                        | Jahrhundert XVIII, XX            |                  | IPAC, PM              |
| BW                         | Can Gener (Vidreres)                                                   | Karte                                   | Can Gener, Traditionelle Architektur                                                                         | Jahrhundert XVI                  |                  | IPAC, PM              |
| Can Massa Súria (Vidreres) | Can Massa Súria (Vidreres)                                             | Karte                                   | Can Massa Súria, Traditionelle Architektur                                                                   | Jahrhundert XVIII, XIX, XX       |                  | IPAC, PM              |
| BW                         | Can Pau Andreu (Vidreres)                                              | Karte                                   | Can Pau Andreu, Traditionelle Architektur                                                                    | Jahrhundert XVIII                |                  | IPAC, PM              |
| BW                         | Can Sala (Vidreres)                                                    | Karte                                   | Can Sala, Traditionelle Architektur                                                                          | Jahrhundert XVII, XVIII, XXI     |                  | IPAC, PM              |
| Can Tonet (Vidreres)       | Can Tonet (Vidreres)                                                   | Karte                                   | Can Tonet, Traditionelle Architektur                                                                         | Jahrhundert XV                   |                  | IPAC, PM              |
| weitere Bilder             | Forn de rajols del Bosc de Can Puig (Vidreres)                         | Karte                                   | Forn de rajols del Bosc de Can Puig (Ziegelofen im Wahld von Can Puig), Traditionelle Architektur            | Jahrhundert XIX                  |                  | IPAC, PM              |
| weitere Bilder             | Búnquer de Can Vall-llosera (Vidreres)                                 | Vidreres, Can Vall-Llosera.jpg Karte    | Búnquer de Can Vall-llosera (Bunker von Can Vall-llosera), Traditionelle Architektur                         | Jahrhundert XX (1936–1939)       |                  | IPAC, PM              |

## Erläuterungen
Mas bedeutet Landhaus oder Villa. Es wird entweder einer Lagebezeichnung oder einem Besitzernamen vorangestellt und ist als Eigenname nicht mit übersetzt. Can bedeutet so viel wie ‚bei‘ und wird einem Besitzernamen vorangestellt und ist als Eigenname nicht mit übersetzt